# Hansje van Loghem
Hanna Wilhelmina (Hansje) van Loghem (Amsterdam, 12 april 1921 – Diepenveen, 10 oktober 1983) was een Nederlands verzetsvrouw in de Tweede Wereldoorlog. Als lid van de Amsterdamse Studenten Groep (ASG) hield zij zich bezig met het laten onderduiken van Joodse kinderen. 

## Jeugd en opleiding
Hansje van Loghem was de dochter van Johannes Jacobus van Loghem sr. en notarisdochter Johanna Christina Wilhelmina Pouw. Haar vader was microbioloog, immunoloog en epidemioloog. Tevens was hij hoofdredacteur van het Nederlands Tijdschrift voor Geneeskunde en rector magnificus van de Gemeente Universiteit van Amsterdam (GU). Haar broer Joghem van Loghem trad in zijn vaders voetsporen; hij specialiseerde zich als immunoloog in rhesusfactoren en werd hoogleraar aan de Gemeente Universiteit van Amsterdam.
Waarschijnlijk was Hansje van Loghem net als haar verloofde, rechtenstudent Piet Meerburg een leerling van het Amsterdamse Vossius Gymnasium. Na haar eindexamen studeerde zij geschiedenis aan de Gemeente Universiteit van Amsterdam. In 1942 behaalde ze het kandidaatsexamen. Zij was lid van het oudste meisjesdispuut van de Amsterdamse Vrouwelijke Studentenvereniging, E.O.O.S.

## Verzetswerk
Hansje kreeg antipathie tegen de nazi's van huis uit mee. Bij het uitbreken van de oorlog was haar vader rector magnificus van de GU. Na de capitulatie van het Nederlandse leger besloot hij in overleg de universiteit open te houden. Enkele maanden na de bezetting van Nederland gaf hij zijn ambt op en hield een afscheidsrede waarin hij de Joodse geleerde Spinoza citeerde. Wegens zijn anti-nazihouding werd hij in augustus 1941 van zijn hoogleraarsambt ontheven.
Intussen woonde Hansje van Loghem met haar vriendin, studente medicijnen Iet van Dijk en haar huisgenotes rechtenstudente Gisela Söhnlein, studente medicijnen Mieke Mees en studente Engels Alice Brunner op Rubensstraat 32. Dit dispuutshuis van E.O.O.S. stond tegenover het SD-hoofdkwartier aan de Euterpestraat. Hansje, Iet, Gisela, Mieke en Alice zagen dagelijks het geweld waar Joodse landgenoten aan bloot stonden. Hansjes verloofde Piet Meerburg was er geregeld te gast.
De vijf studentes vormden met Piet Meerburg, wiskundestudent Wouter van Zeytveld en zijn verloofde, maatschappelijk werkster Tineke Haak de ASG. De ASG hield zich bezig met het laten onderduiken van Joodse kinderen, in naoorlogse bronnen aangeduid als het kinderwerk. Na de eerste grote razzia in Amsterdam van 14 juli 1942, zwierf een aantal Joodse kinderen alleen over straat. De Utrechtse studente Ad Groenendijk nam een tiental mee naar haar studentenhuis en bracht ze vervolgens onder bij bevriende families, onder andere in het ouderlijk huis van Jan Meulenbelt. Jan Meulenbelt benaderde daarop collegastudenten voor het realiseren van een structurele oplossing en richtte daartoe samen met Rut Matthijsen het Utrechts Kindercomité op. 
Omdat de bezetter Joodse families dwong naar Amsterdam te verhuizen, legde Jan Meulenbelt contact met een Amsterdamse vriend, wiskundestudent Jur Haak, die zijn zus Tineke Haak erbij betrok. Zij benaderde haar vriend van het Amsterdams Montessori Lyceum Wouter van Zeytveld, die weer rechtenstudent Piet Meerburg inschakelde. Piet Meerburg was lid van het (oorspronkelijk Joodse) dispuut D.I.D.O en al enige tijd actief in het Amsterdams Studenten Verzet als Piet van Doorn. 
De ASG richtte zich eerst op het te vondeling leggen van Joodse baby's op de stoep van ingelichte pleegouders, daartoe benaderd door kinderarts Hein Fiedeldij Dop. Toen de Duitse overheid bepaalde dat iedere vondeling in het vervolg als Joods kind zou worden beschouwd, werd deze methode verlaten. Vanaf de zomer van 1942 werkte de ASG voor het laten onderduiken van Joodse kinderen nauw samen met het Utrechts Kindercomité. Gisela Söhnlein was tot haar arrestatie in 1943 de contactpersoon met Utrecht. De eerste stop voor de onderduikertjes was meestal Kindjeshaven, de Utrechtse crèche van  Trui van Lier en Jet Berdenis van Berlekom. Na verraad in 'het Utrechtse' in 1943, bouwde de ASG eigen netwerken op in Friesland en Limburg. Rond deze tijd begon het systematisch wegsmokkelen van Joodse kinderen uit de crèche tegenover de Hollandsche Schouwburg. Walter Süskind van de Joodse Raad, directrice van de crèche tegenover de Hollandse Schouwburg Henriëtte Pimentel, enkele van haar kinderverzorgsters, onder wie Sieny Kattenburg en Virrie Cohen, en de directeur van de Hervormde Kweekschool Johan van Hulst zitten in het complot. Hansje van Loghem en Iet van Dijk waren de contactpersonen voor de crèche.
De blonde onderduikertjes gingen naar pleeggezinnen in Friesland, de donkere kinderen naar Limburg, zodat zij qua uiterlijk zo min mogelijk opvielen. De kinderen werden voorzien van een 'Rotterdams certificaat' om aan te tonen dat zij overlevers waren van het bombardement op Rotterdam in de meidagen van 1940. In de periode 1942- 1943 heeft de ASG naar schatting 300-400 Joodse kinderen uit de crèche gesmokkeld. In september 1943 werden de laatste crèchekinderen, het personeel en directrice Henriëtte Pimentel op transport gesteld via Kamp Westerbork naar vernietigingskampen. De Hollandsche Schouwburg en de crèche aan de Plantage Middenlaan werden gesloten. De Duitse bezetter verklaarde Amsterdam Judenrein.
De 'meisjes' van de ASG bleven reizen. Ze bezochten de pleeggezinnen maandelijks om hen te voorzien van geld en bonkaarten en om de kijken hoe de pleegkinderen het maakten. Omdat Hansje van Loghem en Piet Meerburg beseften dat een van hen het einde van de oorlog mogelijk niet zou halen, trouwden ze op 19 april 1944 in Laren. Bijna alle leden van de ASG en het Utrechts Kindercomité waren aanwezig. Het bruidspaar had een vervangende, ‘goede’ trouwambtenaar geregeld omdat de Larense burgemeester Knipscheer een notoire NSB'er was. Iet van Dijk was Van Loghems getuige. Het echtpaar Meerburg-Van Loghem ging op huwelijksreis naar Tienray, een belangrijke opvangplek voor hun joodse kinderen in Noord Limburg.

## Na de Tweede Wereldoorlog
Het echtpaar ging wonen aan de Herengracht 91 te Amsterdam en kreeg drie kinderen. In juni 1945 betrok Iet van Dijk hun zolderverdieping. In 1954 was Hansje een van de paranimfen bij de promotie van Iet van Dijk. Begin jaren '60 scheidden Van Loghem en Meerburg. Hansje hertrouwde met een Nederlandse diplomaat en vertrok naar het buitenland (onder andere Congo-Kinshasa).